# Вінцентій Пшерембський
Вінцентій Пшерембський гербу Новина (нар. бл. 1450 — пом. 20 вересня 1513, Влоцлавек) — польський римо-католицький і державний діяч; схоластик ленчицький, декан кужелювський, канонік ґнєзненський (1488), краківський; єпископ плоцький (1498–1503) і куявсько-поморський (1503–1513); секретар королівський, підканцлер коронний (1497–1499).

## Життєпис
Народився Вінцентій близько 1450 року в сім'ї Яна Пшерембського (пом. 1480) — стольника і, пізніше, каштеляна сєрадзького. Мав брата Яна — стольника, хорунжого і каштеляна сєрадзького.

### Політична кар'єра
Вінцентій Пшерембський розпочав свою кар'єру у королівській канцелярії. Він володів привілеєм нотаріального створення. З 1473 року Вінцентій Пшерембський був писарем королівським і послом від великопольських сановників до короля Казимира Ягеллончика, що перебував тоді у Вільні. Протягом 1480–1484 років постійно був разом з королем у Литві. Протягом 1484–1488 вів книгу скарбову лат. Liber quitantiarum короля. 2 жовтня 1487 року отримав посаду секретаря королівського, перед 1497 роком став першим секретарем. 6 березня 1497 року став підканцлером коронним. Редагував багато важливих міжнародних договорів, зокрема тексти польсько-угорських угод щодо Молдавії 1498 i 1499 років. У травні 1499 року склав обов'язки підканцлера і зайнявся адмініструванням плоцької дієцезії.

### Церковна кар'єра
Вінцентій Пшерембський займав ряд церковних посад. Після 1473 року став схоластиком ленчицьким, 1478 року став каноніком краківським, 1486 року — деканом кужелювським, 1488 року — каноніком ґнєзненським, 1495 року — деканом келецьким, потім радомським.
Приблизно на початку 1498 року поступився канонією ґнєзненською своєму племіннику Вінцентію. У травні 1498 року король призначив Вінцентія Пшерембського єпископом плоцьким, ту номінацію затвердив папа Олександр VI 22 жовтня того ж року. Єпископство він зайняв через прокуратора 18 грудня 1498 року, інгрес зробив 7 січня 1499 року. Відбув три синоди провінційні: у 1499, 1501 і 1503 роках.
6 травня 1499 року підписав у Кракові акт поновлення польсько-литовської унії. Підписав декрет елекційний Олександра Ягеллончика на короля польського 3 жовтня 1501 року. Був підписантом унії пйотркувсько-мельницької 1501 року.
Після смерті Кшеслава Курозвенцького король призначив Вінцентія Пшерембського куявсько-поморським єпископом (перед 21 травня 1503 р.), папа Юлій II затвердив його на цій посаді 25 серпня 1503 року. Дієцезію куявську прийняв через прокуратора 27 січня 1504 року.
Підписав конституцію Nihil novi на Сеймі у Радомі 1505 року. Як комісар королівський 18 вересня 1506 року оголосив статус Королівської Пруссії.
Підписав диплом елекції Сигізмунда I Старого на короля польського і великого князя литовського на сеймі у Пйотркуві 8 грудня 1506 року. Під час коронації Сигізмунда Старого 14 березня 1507 року вступив у суперечку з єпископом познанським Яна Любранського за місце праворуч від правителя.
У куявській дієцезії відбув 2 синоди провінційні: 1508 року у Влоцлавеку та 1511 року в Бидгощі. Неодноразово був представником королівським на сеймі станів пруських.
Апоплексичний напад 15 серпня 1511 року у Влоцлавеку позбавив його на півроку активної громадської діяльності. З лютого до серпня 1512 року подорожував єпископськими маєтками та брав участь у провінційному синоді в Ленчиці. За його наказом добудовано у влоцлавській катедрі бічний вхід з півночі з ґанком; профінансував дзвін для собору, названий «Вінцентієм» (1513). За своїм заповітом він пожертвував по тисячі гривень капітулам Влоцлавека та Плоцька.
Помер Вінцентій Пшерембський 20 вересня 1513 року у Влоцлавеку, похований у місцевому катедральному соборі.